# János Szerednyei
János Szerednyei (ur. 26 maja 1920 w Szerencs, zm. 26 lipca 1948 w Woroszyłowce, ZSRR) węgierski ksiądz katolicki, w 1945 roku w trakcie wywózek na roboty do ZSRR dobrowolnie zgłosił się do wyjazdu ze grupą swoich parafian z Tarcalu. Zginął w wypadku w kopalni węgla w Woroszyłowce, gdzie pracował. Na Węgrzech zwany jest „węgierskim ojcem Kolbe”.

## Życiorys
János Szerednyei został wyświęcony na księdza w Koszycach 11 czerwca 1944 roku. Po święceniach skierowany został do Tarcalu jako wikary w tamtejszej parafii.
Po zajęciu terenu przez Armię Czerwoną, 24 stycznia 1945 roku zaczęto zbierać ludzi do wywózki do pracy w ZSRR. Proboszcz wraz z wikarym udali się by wstawić się za zebranymi i osiągnąć przynajmniej wypuszczenie kobiet i dzieci. (Według innych źródeł chcieli wykupić ludzi winem.) Uzyskali zgodę na wypuszczenie części kobiet oraz jednego małżeństwa pod warunkiem, że János Szerednyei pojedzie zamiast nich. Zgodził się on na to, udał się tylko na plebanię zebrać najpotrzebniejsze rzeczy. Mieli udać się na wszystkiego trzy dni pracy.
Wywózki takie były częścią praktyki tzw. malenkiej raboty, w ramach której zabierano ludzi do pracy, która mogła być półdniową pomocą przy odgruzowywaniu lub też wyjazdem na wschód, z którego się już nie wracało.
Po kilkudniowym oczekiwaniu a potem miesięcznej podróży transport dotarł do miejsca przeznaczenia czyli łagru numer 7144/1223 w Woroszyłowce, obwód woroszyłowgradzki, rejon uspenski w Donieckim Zagłębiu Węglowym do pracy w kopalni im. Woroszyłowa. Ksiądz Szerendnyei pracował tam jako górnik przodkowy 400 metrów pod ziemią. Miał tam numer 542.
W obozie pisał wiersze, grywał na skrzypcach, starał się podnosić ducha wśród współwięźniów. Niekiedy odprawiał w tajemnicy msze św., za co spotkała go kara zamknięcia w karcerze.
W uznaniu za wyniki w pracy dostał od władz obozu czarne płócienne ubranie.
Zginął w wypadku gdy po pracy zmęczony wyjeżdżał na powierzchnię na wózku. Popsuły się w nim hamulce i zaczął staczać się coraz szybciej w dół, ksiądz Szerendnyei wyskoczył wraz z innymi jadącymi na wózku górnikami ale upadł tak nieszczęśliwie, że uderzył się w skroń ginąc na miejscu.
Ponieważ był najlepszym robotnikiem w łagrze władze obozowe, w drodze wyjątku, pozwoliły na pochówek w trumnie.

## Pamięć
Ksiądz Szerednyei upamiętniony jest tablicą w kościele katolickim w Tarcalu.

## Galeria

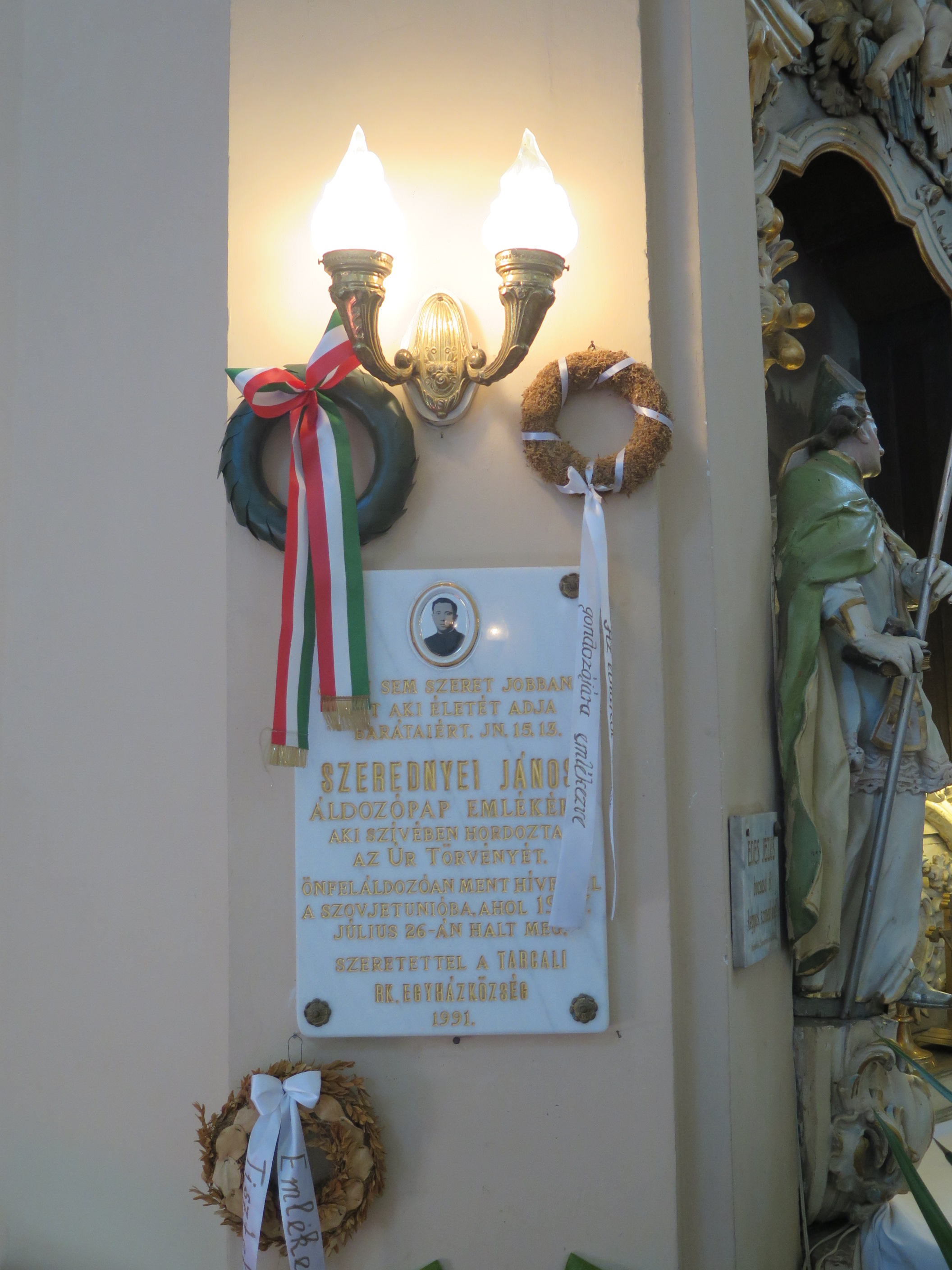
Tablica pamiątkowa księdza Szerednyeiego w kościele w Tarcalu